# コリアナ
コリアナ（韓：코리아나 英：Koreana）は、韓国の男女混成音楽グループ。日本盤での表記は「コリアーナ」である。

## 概要
1962年に結成された。アメリカ第8軍 （在韓アメリカ陸軍）の舞台でタップダンスを踊りながら活動していた「チョン・スンナムと6兄弟」のイ・スンギュ、イ・ヨンギュ兄弟が主軸になった。マネージャーだったキム・ヨンイルの婦人ホン・ファジャが9年遅れてチームに合流した。その後、イ・エスクが1977年に西ドイツARD TVが主催した歌のコンテストで「シンシナティトレイン」の曲で入賞し、コリアナのリードシンガーとして参加した。グループ名は「リトルキューピッド」「コリアンフラワーズ」「ファイブフィンガーズ」「アリランシンガーズ」と、何度も変更され、1980年に「コリアナ」になった。何度かメンバー変更があり、最終的には4人体制になった。
1988年ソウルオリンピックの公式主題歌「Hand In Hand」、1993年大田国際博覧会の公式主題歌「그날은（その日は）」、2002 FIFAワールドカップ広報ソング「We are one」など、韓国の国際的イベント関連曲を相次いで歌唱した。

## メンバー
- ホン・ファジャ（홍화자、洪花子）：1943年生まれ、女
- イ・スンギュ（이승규、李勝揆）：1950年生まれ、男
- イ・ヨンギュ（이용규、李勇揆）：1954年生まれ、男
- イ・エスク（이애숙、李愛淑）：1959年生まれ、女

### 元メンバー
- ホン・シニュン（홍신윤）
- アン・ヨンフェ（안영희）
- ホン・ユンシク（홍윤식）
- キム・ユフェ（김유희）
- キム・ギュシク（김규식）
- イ・ミョンジュ（이명주）

## 略歴
- 1962 -  KBS専属歌手としてデビュー
- 1963〜67 - 日本のNHKの招待で公演活動
- 1967 - 米8軍専属歌手
- 1968 - 市民会館で帰国公演と愛万里、歌万里映画出演
- 1968〜72 - 東南アジア進出（タイ、シンガポール、香港、フィリピン、台湾など）
- 1973 - 中東進出（カイロ、テヘラン、オマーン、ベイルート）
- 1974 - フランス進出
- 1975 - 活動拠点をスイスに移した。
- 1977 - 名門ポリドールレコードのプロデューサー「ビクターフェリ」に抜擢された。グループ名を「アリラン・シンガーズ」に改称した。
- 1978  - 最初のシングル「I love Rock＆Roll music」と「Song of arirang」を発表した（ポリドールレコード社）。
- 1980  - グループ名を「コリアナ」に改名した。
- 1983  -  独自に「Euro Top」のレーベルを設立。1977年ARD-TVコンテストに優勝したグループ「cathy＆coins」がコリアナと一緒に公演。西ドイツARD-TVの人気番組「ミュージックラディン」で、欧州10大グループの一つに選ばれ（他の出演者は、アバ、デュラン・デュラン、ジンギスカンなど）、全ヨーロッパに放映
- 1988  - ソウルオリンピックの公式主題歌「Hand In Hand」発表（地球レコード）。
- 1993  -  大田国際博覧会の公式主題歌「그날은（その日は）」を発表。同博覧会の広報委員委嘱。
- 1996  -  2002 FIFAワールドカップ広報ソング「We are one」を発表。
- 1998  - ウェルカム・コリア広報委員委嘱。
- 2002  - 冬季オリンピック誘致広報大使委嘱。
- 2003  - 全国障害者広報大使委嘱。
- 2008  -  KBS1 TV「北京オリンピック選手団歓迎国民大祝祭」でThe Victoryに出演。同年9月21日には「88ソウルオリンピック20周年記念行事祝賀コンサート」に出演。

### アルバム
- 「DISCOREA 」1979年
- 「Burning Fantasy」1981年
- 「HIGHLIGHTS」1983年
- 「Hand In Hand」1988年
- 「Living For Love」1990年
- 「Expo '93」1993年

### シングル
- 「I LOVE ROCK'N ROLL MUSIC」1978年
- 「DARK EYES」1979年
- 「GO-GO-HCD! (HCD-FANS와 함께) 」1981年
- 「Disco Mix Vol. 8」1986年
- 「Hand In Hand」1988年
- 「LOVING YOU LOVING ME」1988年
- 「LIVING FOR LOVE」1990年
- 「SAIL INTO THE SUNSET」1992年
- 「WE ARE THE ONE」1996年